# Creedence Clearwater Revival
Creedence Clearwater Revival (транскр.  Криденс клирвотер ривајвал) био је амерички рок бенд основан у Ел Сериту.

## Чланови
- Даг Клифорд — бубњеви, перкусије, пратећи вокали (1967—1972)
- Стју Кук — бас гитара, пратећи вокали (1967—1972)
- Џон Фогерти — главни вокал, гитара, клавијатура, хармоника, саксофон (1967—1972)
- Том Фогерти — гитара, пратећи вокали (1967—1971)

## Дискографија
Студијски албуми
- Creedence Clearwater Revival (1968)
- Bayou Country (1969)
- Green River (1969)
- Willy and the Poor Boys (1969)
- Cosmo's Factory (1970)
- Pendulum (1970)
- Mardi Gras (1972)